# Afroramhus yakovlevi
Afroramhus yakovlevi – gatunek chrząszcza z rodziny ryjkowcowatych i podrodziny Curculioninae jedyny z monotypowego rodzaju Afroramhus.

## Taksonomia
Rodzaj i gatunek typowy opisane zostały po raz pierwszy w 2024 roku przez Andrieja Legałowa. Jako lokalizację typową wskazano Gosho Park na wschód od Marondery w Maszonie Wschodniej w Zimbabwe. Afroramhus to połączenie nazwy kontynentu z nazwą rodzajową Rhamphus. Epitet gatunkowy nadano na cześć entomologa Romana Jakowlewa.

## Morfologia
Chrząszcz osiągający 0,6 mm długości ryjka i 2,4 mm długości reszty ciała, ubarwiony czarno i porośnięty przylegającymi, wąskimi, bladymi szczecinkami.
Głowa ma lekko zakrzywiony, 4,7 raza dłuższy niż u szczytu szeroki, w nasadowej połowie równolegle pomarszczony, w szczytowej połowie gładki ryjek, liniowate i gęsto punktowane czoło, duże i wysklepione oczy, krótsze od nich skronie oraz grubo punktowane ciemię. Kolankowato zagięte czułki osadzone są po bokach ryjka, przed jego nasadową ⅓ i nie sięgają trzonkami do oczu; buławkę mają zwartą, a resztę biczyka zbudowaną z sześciu członów.
Krótsze od ryjka, 1,1 raza dłuższe niż na przedzie szerokie, w zarysie dzwonkowate przedplecze ma wysklepiony i gęsto punktowany środek oraz porośnięte długimi, sterczącymi szczecinkami boki. Trapezowata tarczka jest mniej więcej tak szeroka jak długa. Półtorakrotnie dłuższe niż u podstawy szerokie pokrywy mają słabo wypukłe barki, wyraźne rzędy oraz lekko sklepione, pomarszczone i punktowane międzyrzędy. Punktowane przedpiersie ma krótkie części przedbiodrową i zabiodrową. Panewki bioder przednich są oddzielone wąsko, środkowych zaś szeroko. Wypukłe, punktowane zapiersie jest półtorakrotnie dłuższe niż panewki bioder tylnych. Odnóża mają opatrzone małym guzkiem i pozbawione bruzdy do chowania goleni uda, golenie nieuzbrojone, a długie stopy zwieńczone rozbieżnymi, piłkowanymi pazurkami; tylna para goleni charakteryzuje się brakiem płaskiej powierzchni wewnętrznej i brakiem sterczących, długich szczecinek krawędzi wewnętrznej.

## Rozprzestrzenienie
Owad afrotropikalny, znany wyłącznie z lokalizacji typowej w Zimbabwe.